# Johann David Schoepff
Johann David Schoepff, Schoepf ou Schöpf est un zoologiste, un botaniste et un médecin allemand, célèbre pour son exploration de l'Amérique du Nord, né le 8 mars 1752 à  Wunsiedel et mort le 10 septembre 1800 à Ansbach.

## Biographie
À l'université d'Erlangen il suit les enseignements du naturaliste Philipp Ludwig Statius Müller (1725-1776) et du dernier élève de Carl von Linné, Johann Christian Daniel von Schreber (1739-1810). Il obtient son titre de docteur en médecine en 1776.
En 1777, le margrave d’Ansbach, Christian Friedrich Carl Alexander, pour se libérer d’une dette due à l’Angleterre, fait parvenir un contingent de 1 285 hommes pour aider la couronne britannique face à la rébellion américaine. Schopf se porte volontaire comme chirurgien et médecin. Ces troupes arrivent en juin 1777 à Staten Island et y demeurent toute la guerre.
Après la fin de celle-ci, il obtient la permission de rester aux États-Unis pour y voyager et étudier. Il parcourt ainsi, le plus souvent à pied, le pays entre New York et la Floride. Il se rend également dans les Bahamas. Il fait paraître en 1787 Materia medica americana potissimum regni vegetabilis qui est la première étude des plantes médicinales de l’Amérique du Nord.
À son retour, il publie le compte rendu de ses observations sur la nouvelle nation américaine, son livre, Reise (1788), connaît aussitôt un grand succès.
Il se passionne particulièrement pour les tortues et en fait parvenir un très grand nombre en Europe, y compris des spécimens vivants. Il en fait notamment parvenir à son ancien professeur, Schreber, qui décrit ainsi la grenouille Rana pipiens.
Schoepff commence seulement en 1792 un livre important sur ces animaux. Il complète ses propres observations par la visite des muséums et des collections privés aux Pays-Bas et en Prusse. Mais sa mort soudaine l'empêche de finir son projet.
Une partie de ce livre paraît simultanément en plusieurs versions (latine et allemande, avec des planches en noir et blanc ou colorées) entre 1792 et 1801. C'est Schreber qui assure la parution posthume de cet ouvrage.

### Sources
- Kraig Adler (1989). Contributions to the History of Herpetology, Society for the study of amphibians and reptiles.